# سباق الزمن للسيدات في بطولة العالم لسباق الدراجات على الطريق 2022
سباق الزمن للسيدات في بطولة العالم لسباق الدراجات على الطريق 2022 (بالإنجليزية: 2022 UCI Road World Championships – Women's time trial)‏ هو سباق دراجات هوائية، وهو الموسم التاسع والعشرين من سباق الزمن للسيدات في بطولة العالم لسباق الدراجات على الطريق، وأقيم في 18 سبتمبر 2022 ضمن سباقات بطولة العالم لسباق الدراجات على الطريق 2022، وشارك فيه  43 متسابقاً ووصل إلى نهايته  41 متسابقاً.
فاز بالمركز الأول إيلين فان دايك، وفاز بالمركز الثاني غريس براون، وفاز بالمركز الثالث مارلين رويسر.

## الفرق
| فرق وطنية (27)- فريق أستراليا لركوب الدراجات للسيدات 2022‏ - فريق ألمانيا لركوب الدراجات للسيدات 2022‏ - منتخب الجزائر الوطني لسباق الدراجات على الطريق للسيدات 2022‏ - منتخب النمسا لركوب الدراجات للسيدات 2022‏ - منتخب الأرجنتين الوطني لسباق الدراجات على الطريق للسيدات 2022‏ - فريق جنوب أفريقيا لركوب الدراجات للسيدات 2022‏ - فريق بلجيكا لركوب الدراجات للسيدات 2022 ‏ - منتخب تشيلي الوطني لسباق الدراجات على الطريق للسيدات 2022‏ - فريق كولومبيا لركوب الدراجات للسيدات 2022‏ - فريق كندا لركوب الدراجات للسيدات 2022‏ - فريق الدنمارك لركوب الدراجات للسيدات 2022 ‏ - فريق الولايات المتحدة لركوب الدراجات للسيدات 2022‏ - فريق إسبانيا لركوب الدراجات للسيدات 2022 ‏ - الإمارات العربية المتحدة‏ - فريق فرنسا لركوب الدراجات للسيدات 2022 ‏ - منتخب هونغ كونغ لركوب الدراجات للسيدات 2022‏ - فريق إيطاليا لركوب الدراجات للسيدات 2022‏ - فريق إسرائيل لسباق الدراجات على الطريق للسيدات 2022‏ - فريق نيوزيلندا لركوب الدراجات للسيدات 2022‏ - فريق أوزبكستان لسباق الدراجات للسيدات 2022‏ - فريق هولندا لركوب الدراجات للسيدات 2022 ‏ - فريق باكستان لسباق الدراجات للسيدات ‏ - فريق بولندا لركوب الدراجات للسيدات 2022‏ - فريق سويسرا لركوب الدراجات للسيدات 2022 ‏ - فريق سلوفاكيا لركوب الدراجات للسيدات 2022‏ - فريق سلوفينيا لركوب الدراجات للسيدات 2022‏ - فريق أوكرانيا لركوب الدراجات للسيدات 2022‏ |  |
| |  |

## المشاركون
| فريق هولندا لركوب الدراجات للسيدات 2022 ‏ NED | فريق هولندا لركوب الدراجات للسيدات 2022 ‏ NED | فريق هولندا لركوب الدراجات للسيدات 2022 ‏ NED |
| -------------------------------------------- | -------------------------------------------- | -------------------------------------------- |
| م                                            | عداء                                         | مرتبة                                        |
| 1                                            | Ellen van Dijk                               | 1                                            |

| فريق سويسرا لركوب الدراجات للسيدات 2022 ‏ SUI | فريق سويسرا لركوب الدراجات للسيدات 2022 ‏ SUI | فريق سويسرا لركوب الدراجات للسيدات 2022 ‏ SUI |
| -------------------------------------------- | -------------------------------------------- | -------------------------------------------- |
| م                                            | عداء                                         | مرتبة                                        |
| 2                                            | مارلين رويسر                                 | 3                                            |

| فريق الدنمارك لركوب الدراجات للسيدات 2022 ‏ DEN | فريق الدنمارك لركوب الدراجات للسيدات 2022 ‏ DEN | فريق الدنمارك لركوب الدراجات للسيدات 2022 ‏ DEN |
| ---------------------------------------------- | ---------------------------------------------- | ---------------------------------------------- |
| م                                              | عداء                                           | مرتبة                                          |
| 3                                              | Emma Norsgaard                                 | 14                                             |

| فريق فرنسا لركوب الدراجات للسيدات 2022 ‏ FRA | فريق فرنسا لركوب الدراجات للسيدات 2022 ‏ FRA | فريق فرنسا لركوب الدراجات للسيدات 2022 ‏ FRA |
| ------------------------------------------- | ------------------------------------------- | ------------------------------------------- |
| م                                           | عداء                                        | مرتبة                                       |
| 4                                           | جولييت لابوس                                | 11                                          |

| فريق كولومبيا لركوب الدراجات للسيدات 2022‏ COL | فريق كولومبيا لركوب الدراجات للسيدات 2022‏ COL | فريق كولومبيا لركوب الدراجات للسيدات 2022‏ COL |
| --------------------------------------------- | --------------------------------------------- | --------------------------------------------- |
| م                                             | عداء                                          | مرتبة                                         |
| 5                                             | Lina Hernández ‏                               | 30                                            |

| فريق الولايات المتحدة لركوب الدراجات للسيدات 2022‏ USA | فريق الولايات المتحدة لركوب الدراجات للسيدات 2022‏ USA | فريق الولايات المتحدة لركوب الدراجات للسيدات 2022‏ USA |
| ----------------------------------------------------- | ----------------------------------------------------- | ----------------------------------------------------- |
| م                                                     | عداء                                                  | مرتبة                                                 |
| 6                                                     | ليا توماس                                             | 5                                                     |

| منتخب النمسا لركوب الدراجات للسيدات 2022‏ AUT | منتخب النمسا لركوب الدراجات للسيدات 2022‏ AUT | منتخب النمسا لركوب الدراجات للسيدات 2022‏ AUT |
| -------------------------------------------- | -------------------------------------------- | -------------------------------------------- |
| م                                            | عداء                                         | مرتبة                                        |
| 7                                            | آنا كيزنهوفر                                 | 10                                           |

| فريق إسرائيل لسباق الدراجات على الطريق للسيدات 2022‏ ISR | فريق إسرائيل لسباق الدراجات على الطريق للسيدات 2022‏ ISR | فريق إسرائيل لسباق الدراجات على الطريق للسيدات 2022‏ ISR |
| ------------------------------------------------------- | ------------------------------------------------------- | ------------------------------------------------------- |
| م                                                       | عداء                                                    | مرتبة                                                   |
| 8                                                       | Omer Shapira ‏                                           | 24                                                      |

| فريق بولندا لركوب الدراجات للسيدات 2022‏ POL | فريق بولندا لركوب الدراجات للسيدات 2022‏ POL | فريق بولندا لركوب الدراجات للسيدات 2022‏ POL |
| ------------------------------------------- | ------------------------------------------- | ------------------------------------------- |
| م                                           | عداء                                        | مرتبة                                       |
| 9                                           | Marta Jaskulska ‏                            | 21                                          |

| فريق بلجيكا لركوب الدراجات للسيدات 2022 ‏ BEL | فريق بلجيكا لركوب الدراجات للسيدات 2022 ‏ BEL | فريق بلجيكا لركوب الدراجات للسيدات 2022 ‏ BEL |
| -------------------------------------------- | -------------------------------------------- | -------------------------------------------- |
| م                                            | عداء                                         | مرتبة                                        |
| 10                                           | Julie Van de Velde ‏                          | 22                                           |

| فريق أستراليا لركوب الدراجات للسيدات 2022‏ AUS | فريق أستراليا لركوب الدراجات للسيدات 2022‏ AUS | فريق أستراليا لركوب الدراجات للسيدات 2022‏ AUS |
| --------------------------------------------- | --------------------------------------------- | --------------------------------------------- |
| م                                             | عداء                                          | مرتبة                                         |
| 11                                            | جورجيا بيكر                                   | 8                                             |

| منتخب تشيلي الوطني لسباق الدراجات على الطريق للسيدات 2022‏ CHI | منتخب تشيلي الوطني لسباق الدراجات على الطريق للسيدات 2022‏ CHI | منتخب تشيلي الوطني لسباق الدراجات على الطريق للسيدات 2022‏ CHI |
| ------------------------------------------------------------- | ------------------------------------------------------------- | ------------------------------------------------------------- |
| م                                                             | عداء                                                          | مرتبة                                                         |
| 12                                                            | Catalina Soto ‏                                                | لم يكمل السباق                                                |

| منتخب الجزائر الوطني لسباق الدراجات على الطريق للسيدات 2022‏ ALG | منتخب الجزائر الوطني لسباق الدراجات على الطريق للسيدات 2022‏ ALG | منتخب الجزائر الوطني لسباق الدراجات على الطريق للسيدات 2022‏ ALG |
| --------------------------------------------------------------- | --------------------------------------------------------------- | --------------------------------------------------------------- |
| م                                                               | عداء                                                            | مرتبة                                                           |
| 13                                                              | نسرين حويلي                                                     | 38                                                              |

| فريق إيطاليا لركوب الدراجات للسيدات 2022‏ ITA | فريق إيطاليا لركوب الدراجات للسيدات 2022‏ ITA | فريق إيطاليا لركوب الدراجات للسيدات 2022‏ ITA |
| -------------------------------------------- | -------------------------------------------- | -------------------------------------------- |
| م                                            | عداء                                         | مرتبة                                        |
| 14                                           | Vittoria Guazzini ‏                           | 4                                            |

| فريق هولندا لركوب الدراجات للسيدات 2022 ‏ NED | فريق هولندا لركوب الدراجات للسيدات 2022 ‏ NED | فريق هولندا لركوب الدراجات للسيدات 2022 ‏ NED |
| -------------------------------------------- | -------------------------------------------- | -------------------------------------------- |
| م                                            | عداء                                         | مرتبة                                        |
| 16                                           | أنيميك فان فليوتن                            | 7                                            |

| فريق الولايات المتحدة لركوب الدراجات للسيدات 2022‏ USA | فريق الولايات المتحدة لركوب الدراجات للسيدات 2022‏ USA | فريق الولايات المتحدة لركوب الدراجات للسيدات 2022‏ USA |
| ----------------------------------------------------- | ----------------------------------------------------- | ----------------------------------------------------- |
| م                                                     | عداء                                                  | مرتبة                                                 |
| 17                                                    | كريستين فولكنر                                        | 6                                                     |

| فريق كندا لركوب الدراجات للسيدات 2022‏ CAN | فريق كندا لركوب الدراجات للسيدات 2022‏ CAN | فريق كندا لركوب الدراجات للسيدات 2022‏ CAN |
| ----------------------------------------- | ----------------------------------------- | ----------------------------------------- |
| م                                         | عداء                                      | مرتبة                                     |
| 18                                        | ليا كيرشمان                               | 17                                        |

| فريق أوزبكستان لسباق الدراجات للسيدات 2022‏ UZB | فريق أوزبكستان لسباق الدراجات للسيدات 2022‏ UZB | فريق أوزبكستان لسباق الدراجات للسيدات 2022‏ UZB |
| ---------------------------------------------- | ---------------------------------------------- | ---------------------------------------------- |
| م                                              | عداء                                           | مرتبة                                          |
| 19                                             | أولغا زابيلينسكايا                             | 19                                             |

| فريق إسبانيا لركوب الدراجات للسيدات 2022 ‏ ESP | فريق إسبانيا لركوب الدراجات للسيدات 2022 ‏ ESP | فريق إسبانيا لركوب الدراجات للسيدات 2022 ‏ ESP |
| --------------------------------------------- | --------------------------------------------- | --------------------------------------------- |
| م                                             | عداء                                          | مرتبة                                         |
| 20                                            | ساندرا ألونسو                                 | 31                                            |

| الإمارات العربية المتحدة‏ UAE | الإمارات العربية المتحدة‏ UAE | الإمارات العربية المتحدة‏ UAE |
| ---------------------------- | ---------------------------- | ---------------------------- |
| م                            | عداء                         | مرتبة                        |
| 21                           | صفية الصايغ                  | 39                           |

| فريق سلوفاكيا لركوب الدراجات للسيدات 2022‏ SVK | فريق سلوفاكيا لركوب الدراجات للسيدات 2022‏ SVK | فريق سلوفاكيا لركوب الدراجات للسيدات 2022‏ SVK |
| --------------------------------------------- | --------------------------------------------- | --------------------------------------------- |
| م                                             | عداء                                          | مرتبة                                         |
| 22                                            | Nora Jenčušová ‏                               | 35                                            |

| فريق سلوفينيا لركوب الدراجات للسيدات 2022‏ SLO | فريق سلوفينيا لركوب الدراجات للسيدات 2022‏ SLO | فريق سلوفينيا لركوب الدراجات للسيدات 2022‏ SLO |
| --------------------------------------------- | --------------------------------------------- | --------------------------------------------- |
| م                                             | عداء                                          | مرتبة                                         |
| 23                                            | Urška Žigart ‏                                 | 28                                            |

| منتخب الأرجنتين الوطني لسباق الدراجات على الطريق للسيدات 2022‏ ARG | منتخب الأرجنتين الوطني لسباق الدراجات على الطريق للسيدات 2022‏ ARG | منتخب الأرجنتين الوطني لسباق الدراجات على الطريق للسيدات 2022‏ ARG |
| ----------------------------------------------------------------- | ----------------------------------------------------------------- | ----------------------------------------------------------------- |
| م                                                                 | عداء                                                              | مرتبة                                                             |
| 24                                                                | Luciana Roland‏                                                    | 36                                                                |

| فريق ألمانيا لركوب الدراجات للسيدات 2022‏ GER | فريق ألمانيا لركوب الدراجات للسيدات 2022‏ GER | فريق ألمانيا لركوب الدراجات للسيدات 2022‏ GER |
| -------------------------------------------- | -------------------------------------------- | -------------------------------------------- |
| م                                            | عداء                                         | مرتبة                                        |
| 25                                           | ميكي كروجر                                   | 12                                           |

| فريق أوكرانيا لركوب الدراجات للسيدات 2022‏ UKR | فريق أوكرانيا لركوب الدراجات للسيدات 2022‏ UKR | فريق أوكرانيا لركوب الدراجات للسيدات 2022‏ UKR |
| --------------------------------------------- | --------------------------------------------- | --------------------------------------------- |
| م                                             | عداء                                          | مرتبة                                         |
| 26                                            | Marina Varenyk‏                                | 37                                            |

| فريق باكستان لسباق الدراجات للسيدات ‏ PAK | فريق باكستان لسباق الدراجات للسيدات ‏ PAK | فريق باكستان لسباق الدراجات للسيدات ‏ PAK |
| ---------------------------------------- | ---------------------------------------- | ---------------------------------------- |
| م                                        | عداء                                     | مرتبة                                    |
| 27                                       | Rabia Garib‏                              | 40                                       |

| فريق نيوزيلندا لركوب الدراجات للسيدات 2022‏ NZL | فريق نيوزيلندا لركوب الدراجات للسيدات 2022‏ NZL | فريق نيوزيلندا لركوب الدراجات للسيدات 2022‏ NZL |
| ---------------------------------------------- | ---------------------------------------------- | ---------------------------------------------- |
| م                                              | عداء                                           | مرتبة                                          |
| 28                                             | Ella Wyllie ‏                                   | 29                                             |

| فريق جنوب أفريقيا لركوب الدراجات للسيدات 2022‏ RSA | فريق جنوب أفريقيا لركوب الدراجات للسيدات 2022‏ RSA | فريق جنوب أفريقيا لركوب الدراجات للسيدات 2022‏ RSA |
| ------------------------------------------------- | ------------------------------------------------- | ------------------------------------------------- |
| م                                                 | عداء                                              | مرتبة                                             |
| 29                                                | آشلي مولمان                                       | 16                                                |

| منتخب هونغ كونغ لركوب الدراجات للسيدات 2022‏ HKG | منتخب هونغ كونغ لركوب الدراجات للسيدات 2022‏ HKG | منتخب هونغ كونغ لركوب الدراجات للسيدات 2022‏ HKG |
| ----------------------------------------------- | ----------------------------------------------- | ----------------------------------------------- |
| م                                               | عداء                                            | مرتبة                                           |
| 30                                              | Leung Wing Yee‏                                  | 34                                              |

| فريق بولندا لركوب الدراجات للسيدات 2022‏ POL | فريق بولندا لركوب الدراجات للسيدات 2022‏ POL | فريق بولندا لركوب الدراجات للسيدات 2022‏ POL |
| ------------------------------------------- | ------------------------------------------- | ------------------------------------------- |
| م                                           | عداء                                        | مرتبة                                       |
| 31                                          | Agnieszka Skalniak-Sójka ‏                   | 25                                          |

| فريق بلجيكا لركوب الدراجات للسيدات 2022 ‏ BEL | فريق بلجيكا لركوب الدراجات للسيدات 2022 ‏ BEL | فريق بلجيكا لركوب الدراجات للسيدات 2022 ‏ BEL |
| -------------------------------------------- | -------------------------------------------- | -------------------------------------------- |
| م                                            | عداء                                         | مرتبة                                        |
| 32                                           | لوت كوبيكي                                   | 9                                            |

| منتخب النمسا لركوب الدراجات للسيدات 2022‏ AUT | منتخب النمسا لركوب الدراجات للسيدات 2022‏ AUT | منتخب النمسا لركوب الدراجات للسيدات 2022‏ AUT |
| -------------------------------------------- | -------------------------------------------- | -------------------------------------------- |
| م                                            | عداء                                         | مرتبة                                        |
| 33                                           | Christina Schweinberger ‏                     | لم يكمل السباق                               |

| فريق سويسرا لركوب الدراجات للسيدات 2022 ‏ SUI | فريق سويسرا لركوب الدراجات للسيدات 2022 ‏ SUI | فريق سويسرا لركوب الدراجات للسيدات 2022 ‏ SUI |
| -------------------------------------------- | -------------------------------------------- | -------------------------------------------- |
| م                                            | عداء                                         | مرتبة                                        |
| 34                                           | Elena Hartmann ‏                              | 26                                           |

| فريق أستراليا لركوب الدراجات للسيدات 2022‏ AUS | فريق أستراليا لركوب الدراجات للسيدات 2022‏ AUS | فريق أستراليا لركوب الدراجات للسيدات 2022‏ AUS |
| --------------------------------------------- | --------------------------------------------- | --------------------------------------------- |
| م                                             | عداء                                          | مرتبة                                         |
| 35                                            | غريس براون                                    | 2                                             |

| فريق الدنمارك لركوب الدراجات للسيدات 2022 ‏ DEN | فريق الدنمارك لركوب الدراجات للسيدات 2022 ‏ DEN | فريق الدنمارك لركوب الدراجات للسيدات 2022 ‏ DEN |
| ---------------------------------------------- | ---------------------------------------------- | ---------------------------------------------- |
| م                                              | عداء                                           | مرتبة                                          |
| 36                                             | Julie Norman Leth ‏                             | 15                                             |

| فريق إيطاليا لركوب الدراجات للسيدات 2022‏ ITA | فريق إيطاليا لركوب الدراجات للسيدات 2022‏ ITA | فريق إيطاليا لركوب الدراجات للسيدات 2022‏ ITA |
| -------------------------------------------- | -------------------------------------------- | -------------------------------------------- |
| م                                            | عداء                                         | مرتبة                                        |
| 37                                           | Arianna Fidanza ‏                             | 23                                           |

| فريق إسبانيا لركوب الدراجات للسيدات 2022 ‏ ESP | فريق إسبانيا لركوب الدراجات للسيدات 2022 ‏ ESP | فريق إسبانيا لركوب الدراجات للسيدات 2022 ‏ ESP |
| --------------------------------------------- | --------------------------------------------- | --------------------------------------------- |
| م                                             | عداء                                          | مرتبة                                         |
| 38                                            | Lourdes Oyarbide ‏                             | 32                                            |

| فريق كندا لركوب الدراجات للسيدات 2022‏ CAN | فريق كندا لركوب الدراجات للسيدات 2022‏ CAN | فريق كندا لركوب الدراجات للسيدات 2022‏ CAN |
| ----------------------------------------- | ----------------------------------------- | ----------------------------------------- |
| م                                         | عداء                                      | مرتبة                                     |
| 39                                        | أليسون جاكسون                             | 27                                        |

| فريق هولندا لركوب الدراجات للسيدات 2022 ‏ NED | فريق هولندا لركوب الدراجات للسيدات 2022 ‏ NED | فريق هولندا لركوب الدراجات للسيدات 2022 ‏ NED |
| -------------------------------------------- | -------------------------------------------- | -------------------------------------------- |
| م                                            | عداء                                         | مرتبة                                        |
| 40                                           | شيرين فان أنروي                              | 13                                           |

| فريق باكستان لسباق الدراجات للسيدات ‏ PAK | فريق باكستان لسباق الدراجات للسيدات ‏ PAK | فريق باكستان لسباق الدراجات للسيدات ‏ PAK |
| ---------------------------------------- | ---------------------------------------- | ---------------------------------------- |
| م                                        | عداء                                     | مرتبة                                    |
| 41                                       | Zainab Rizwan‏                            | 41                                       |

| فريق جنوب أفريقيا لركوب الدراجات للسيدات 2022‏ RSA | فريق جنوب أفريقيا لركوب الدراجات للسيدات 2022‏ RSA | فريق جنوب أفريقيا لركوب الدراجات للسيدات 2022‏ RSA |
| ------------------------------------------------- | ------------------------------------------------- | ------------------------------------------------- |
| م                                                 | عداء                                              | مرتبة                                             |
| 42                                                | Maude Le Roux‏                                     | 33                                                |

| فريق فرنسا لركوب الدراجات للسيدات 2022 ‏ FRA | فريق فرنسا لركوب الدراجات للسيدات 2022 ‏ FRA | فريق فرنسا لركوب الدراجات للسيدات 2022 ‏ FRA |
| ------------------------------------------- | ------------------------------------------- | ------------------------------------------- |
| م                                           | عداء                                        | مرتبة                                       |
| 44                                          | Marie Le Net ‏                               | 20                                          |

| فريق ألمانيا لركوب الدراجات للسيدات 2022‏ GER | فريق ألمانيا لركوب الدراجات للسيدات 2022‏ GER | فريق ألمانيا لركوب الدراجات للسيدات 2022‏ GER |
| -------------------------------------------- | -------------------------------------------- | -------------------------------------------- |
| م                                            | عداء                                         | مرتبة                                        |
| 45                                           | Ricarda Bauernfeind ‏                         | 18                                           |

| فريق هولندا لركوب الدراجات للسيدات 2022 ‏ NED | فريق هولندا لركوب الدراجات للسيدات 2022 ‏ NED | فريق هولندا لركوب الدراجات للسيدات 2022 ‏ NED |
| -------------------------------------------- | -------------------------------------------- | -------------------------------------------- |
| م                                            | عداء                                         | مرتبة                                        |
| 1                                            | Ellen van Dijk                               | 1                                            |

| فريق سويسرا لركوب الدراجات للسيدات 2022 ‏ SUI | فريق سويسرا لركوب الدراجات للسيدات 2022 ‏ SUI | فريق سويسرا لركوب الدراجات للسيدات 2022 ‏ SUI |
| -------------------------------------------- | -------------------------------------------- | -------------------------------------------- |
| م                                            | عداء                                         | مرتبة                                        |
| 2                                            | مارلين رويسر                                 | 3                                            |

| فريق الدنمارك لركوب الدراجات للسيدات 2022 ‏ DEN | فريق الدنمارك لركوب الدراجات للسيدات 2022 ‏ DEN | فريق الدنمارك لركوب الدراجات للسيدات 2022 ‏ DEN |
| ---------------------------------------------- | ---------------------------------------------- | ---------------------------------------------- |
| م                                              | عداء                                           | مرتبة                                          |
| 3                                              | Emma Norsgaard                                 | 14                                             |

| فريق فرنسا لركوب الدراجات للسيدات 2022 ‏ FRA | فريق فرنسا لركوب الدراجات للسيدات 2022 ‏ FRA | فريق فرنسا لركوب الدراجات للسيدات 2022 ‏ FRA |
| ------------------------------------------- | ------------------------------------------- | ------------------------------------------- |
| م                                           | عداء                                        | مرتبة                                       |
| 4                                           | جولييت لابوس                                | 11                                          |

| فريق كولومبيا لركوب الدراجات للسيدات 2022‏ COL | فريق كولومبيا لركوب الدراجات للسيدات 2022‏ COL | فريق كولومبيا لركوب الدراجات للسيدات 2022‏ COL |
| --------------------------------------------- | --------------------------------------------- | --------------------------------------------- |
| م                                             | عداء                                          | مرتبة                                         |
| 5                                             | Lina Hernández ‏                               | 30                                            |

| فريق الولايات المتحدة لركوب الدراجات للسيدات 2022‏ USA | فريق الولايات المتحدة لركوب الدراجات للسيدات 2022‏ USA | فريق الولايات المتحدة لركوب الدراجات للسيدات 2022‏ USA |
| ----------------------------------------------------- | ----------------------------------------------------- | ----------------------------------------------------- |
| م                                                     | عداء                                                  | مرتبة                                                 |
| 6                                                     | ليا توماس                                             | 5                                                     |

| منتخب النمسا لركوب الدراجات للسيدات 2022‏ AUT | منتخب النمسا لركوب الدراجات للسيدات 2022‏ AUT | منتخب النمسا لركوب الدراجات للسيدات 2022‏ AUT |
| -------------------------------------------- | -------------------------------------------- | -------------------------------------------- |
| م                                            | عداء                                         | مرتبة                                        |
| 7                                            | آنا كيزنهوفر                                 | 10                                           |

| فريق إسرائيل لسباق الدراجات على الطريق للسيدات 2022‏ ISR | فريق إسرائيل لسباق الدراجات على الطريق للسيدات 2022‏ ISR | فريق إسرائيل لسباق الدراجات على الطريق للسيدات 2022‏ ISR |
| ------------------------------------------------------- | ------------------------------------------------------- | ------------------------------------------------------- |
| م                                                       | عداء                                                    | مرتبة                                                   |
| 8                                                       | Omer Shapira ‏                                           | 24                                                      |

| فريق بولندا لركوب الدراجات للسيدات 2022‏ POL | فريق بولندا لركوب الدراجات للسيدات 2022‏ POL | فريق بولندا لركوب الدراجات للسيدات 2022‏ POL |
| ------------------------------------------- | ------------------------------------------- | ------------------------------------------- |
| م                                           | عداء                                        | مرتبة                                       |
| 9                                           | Marta Jaskulska ‏                            | 21                                          |

| فريق بلجيكا لركوب الدراجات للسيدات 2022 ‏ BEL | فريق بلجيكا لركوب الدراجات للسيدات 2022 ‏ BEL | فريق بلجيكا لركوب الدراجات للسيدات 2022 ‏ BEL |
| -------------------------------------------- | -------------------------------------------- | -------------------------------------------- |
| م                                            | عداء                                         | مرتبة                                        |
| 10                                           | Julie Van de Velde ‏                          | 22                                           |

| فريق أستراليا لركوب الدراجات للسيدات 2022‏ AUS | فريق أستراليا لركوب الدراجات للسيدات 2022‏ AUS | فريق أستراليا لركوب الدراجات للسيدات 2022‏ AUS |
| --------------------------------------------- | --------------------------------------------- | --------------------------------------------- |
| م                                             | عداء                                          | مرتبة                                         |
| 11                                            | جورجيا بيكر                                   | 8                                             |

| منتخب تشيلي الوطني لسباق الدراجات على الطريق للسيدات 2022‏ CHI | منتخب تشيلي الوطني لسباق الدراجات على الطريق للسيدات 2022‏ CHI | منتخب تشيلي الوطني لسباق الدراجات على الطريق للسيدات 2022‏ CHI |
| ------------------------------------------------------------- | ------------------------------------------------------------- | ------------------------------------------------------------- |
| م                                                             | عداء                                                          | مرتبة                                                         |
| 12                                                            | Catalina Soto ‏                                                | لم يكمل السباق                                                |

| منتخب الجزائر الوطني لسباق الدراجات على الطريق للسيدات 2022‏ ALG | منتخب الجزائر الوطني لسباق الدراجات على الطريق للسيدات 2022‏ ALG | منتخب الجزائر الوطني لسباق الدراجات على الطريق للسيدات 2022‏ ALG |
| --------------------------------------------------------------- | --------------------------------------------------------------- | --------------------------------------------------------------- |
| م                                                               | عداء                                                            | مرتبة                                                           |
| 13                                                              | نسرين حويلي                                                     | 38                                                              |

| فريق إيطاليا لركوب الدراجات للسيدات 2022‏ ITA | فريق إيطاليا لركوب الدراجات للسيدات 2022‏ ITA | فريق إيطاليا لركوب الدراجات للسيدات 2022‏ ITA |
| -------------------------------------------- | -------------------------------------------- | -------------------------------------------- |
| م                                            | عداء                                         | مرتبة                                        |
| 14                                           | Vittoria Guazzini ‏                           | 4                                            |

| فريق هولندا لركوب الدراجات للسيدات 2022 ‏ NED | فريق هولندا لركوب الدراجات للسيدات 2022 ‏ NED | فريق هولندا لركوب الدراجات للسيدات 2022 ‏ NED |
| -------------------------------------------- | -------------------------------------------- | -------------------------------------------- |
| م                                            | عداء                                         | مرتبة                                        |
| 16                                           | أنيميك فان فليوتن                            | 7                                            |

| فريق الولايات المتحدة لركوب الدراجات للسيدات 2022‏ USA | فريق الولايات المتحدة لركوب الدراجات للسيدات 2022‏ USA | فريق الولايات المتحدة لركوب الدراجات للسيدات 2022‏ USA |
| ----------------------------------------------------- | ----------------------------------------------------- | ----------------------------------------------------- |
| م                                                     | عداء                                                  | مرتبة                                                 |
| 17                                                    | كريستين فولكنر                                        | 6                                                     |

| فريق كندا لركوب الدراجات للسيدات 2022‏ CAN | فريق كندا لركوب الدراجات للسيدات 2022‏ CAN | فريق كندا لركوب الدراجات للسيدات 2022‏ CAN |
| ----------------------------------------- | ----------------------------------------- | ----------------------------------------- |
| م                                         | عداء                                      | مرتبة                                     |
| 18                                        | ليا كيرشمان                               | 17                                        |

| فريق أوزبكستان لسباق الدراجات للسيدات 2022‏ UZB | فريق أوزبكستان لسباق الدراجات للسيدات 2022‏ UZB | فريق أوزبكستان لسباق الدراجات للسيدات 2022‏ UZB |
| ---------------------------------------------- | ---------------------------------------------- | ---------------------------------------------- |
| م                                              | عداء                                           | مرتبة                                          |
| 19                                             | أولغا زابيلينسكايا                             | 19                                             |

| فريق إسبانيا لركوب الدراجات للسيدات 2022 ‏ ESP | فريق إسبانيا لركوب الدراجات للسيدات 2022 ‏ ESP | فريق إسبانيا لركوب الدراجات للسيدات 2022 ‏ ESP |
| --------------------------------------------- | --------------------------------------------- | --------------------------------------------- |
| م                                             | عداء                                          | مرتبة                                         |
| 20                                            | ساندرا ألونسو                                 | 31                                            |

| الإمارات العربية المتحدة‏ UAE | الإمارات العربية المتحدة‏ UAE | الإمارات العربية المتحدة‏ UAE |
| ---------------------------- | ---------------------------- | ---------------------------- |
| م                            | عداء                         | مرتبة                        |
| 21                           | صفية الصايغ                  | 39                           |

| فريق سلوفاكيا لركوب الدراجات للسيدات 2022‏ SVK | فريق سلوفاكيا لركوب الدراجات للسيدات 2022‏ SVK | فريق سلوفاكيا لركوب الدراجات للسيدات 2022‏ SVK |
| --------------------------------------------- | --------------------------------------------- | --------------------------------------------- |
| م                                             | عداء                                          | مرتبة                                         |
| 22                                            | Nora Jenčušová ‏                               | 35                                            |

| فريق سلوفينيا لركوب الدراجات للسيدات 2022‏ SLO | فريق سلوفينيا لركوب الدراجات للسيدات 2022‏ SLO | فريق سلوفينيا لركوب الدراجات للسيدات 2022‏ SLO |
| --------------------------------------------- | --------------------------------------------- | --------------------------------------------- |
| م                                             | عداء                                          | مرتبة                                         |
| 23                                            | Urška Žigart ‏                                 | 28                                            |

| منتخب الأرجنتين الوطني لسباق الدراجات على الطريق للسيدات 2022‏ ARG | منتخب الأرجنتين الوطني لسباق الدراجات على الطريق للسيدات 2022‏ ARG | منتخب الأرجنتين الوطني لسباق الدراجات على الطريق للسيدات 2022‏ ARG |
| ----------------------------------------------------------------- | ----------------------------------------------------------------- | ----------------------------------------------------------------- |
| م                                                                 | عداء                                                              | مرتبة                                                             |
| 24                                                                | Luciana Roland‏                                                    | 36                                                                |

| فريق ألمانيا لركوب الدراجات للسيدات 2022‏ GER | فريق ألمانيا لركوب الدراجات للسيدات 2022‏ GER | فريق ألمانيا لركوب الدراجات للسيدات 2022‏ GER |
| -------------------------------------------- | -------------------------------------------- | -------------------------------------------- |
| م                                            | عداء                                         | مرتبة                                        |
| 25                                           | ميكي كروجر                                   | 12                                           |

| فريق أوكرانيا لركوب الدراجات للسيدات 2022‏ UKR | فريق أوكرانيا لركوب الدراجات للسيدات 2022‏ UKR | فريق أوكرانيا لركوب الدراجات للسيدات 2022‏ UKR |
| --------------------------------------------- | --------------------------------------------- | --------------------------------------------- |
| م                                             | عداء                                          | مرتبة                                         |
| 26                                            | Marina Varenyk‏                                | 37                                            |

| فريق باكستان لسباق الدراجات للسيدات ‏ PAK | فريق باكستان لسباق الدراجات للسيدات ‏ PAK | فريق باكستان لسباق الدراجات للسيدات ‏ PAK |
| ---------------------------------------- | ---------------------------------------- | ---------------------------------------- |
| م                                        | عداء                                     | مرتبة                                    |
| 27                                       | Rabia Garib‏                              | 40                                       |

| فريق نيوزيلندا لركوب الدراجات للسيدات 2022‏ NZL | فريق نيوزيلندا لركوب الدراجات للسيدات 2022‏ NZL | فريق نيوزيلندا لركوب الدراجات للسيدات 2022‏ NZL |
| ---------------------------------------------- | ---------------------------------------------- | ---------------------------------------------- |
| م                                              | عداء                                           | مرتبة                                          |
| 28                                             | Ella Wyllie ‏                                   | 29                                             |

| فريق جنوب أفريقيا لركوب الدراجات للسيدات 2022‏ RSA | فريق جنوب أفريقيا لركوب الدراجات للسيدات 2022‏ RSA | فريق جنوب أفريقيا لركوب الدراجات للسيدات 2022‏ RSA |
| ------------------------------------------------- | ------------------------------------------------- | ------------------------------------------------- |
| م                                                 | عداء                                              | مرتبة                                             |
| 29                                                | آشلي مولمان                                       | 16                                                |

| منتخب هونغ كونغ لركوب الدراجات للسيدات 2022‏ HKG | منتخب هونغ كونغ لركوب الدراجات للسيدات 2022‏ HKG | منتخب هونغ كونغ لركوب الدراجات للسيدات 2022‏ HKG |
| ----------------------------------------------- | ----------------------------------------------- | ----------------------------------------------- |
| م                                               | عداء                                            | مرتبة                                           |
| 30                                              | Leung Wing Yee‏                                  | 34                                              |

| فريق بولندا لركوب الدراجات للسيدات 2022‏ POL | فريق بولندا لركوب الدراجات للسيدات 2022‏ POL | فريق بولندا لركوب الدراجات للسيدات 2022‏ POL |
| ------------------------------------------- | ------------------------------------------- | ------------------------------------------- |
| م                                           | عداء                                        | مرتبة                                       |
| 31                                          | Agnieszka Skalniak-Sójka ‏                   | 25                                          |

| فريق بلجيكا لركوب الدراجات للسيدات 2022 ‏ BEL | فريق بلجيكا لركوب الدراجات للسيدات 2022 ‏ BEL | فريق بلجيكا لركوب الدراجات للسيدات 2022 ‏ BEL |
| -------------------------------------------- | -------------------------------------------- | -------------------------------------------- |
| م                                            | عداء                                         | مرتبة                                        |
| 32                                           | لوت كوبيكي                                   | 9                                            |

| منتخب النمسا لركوب الدراجات للسيدات 2022‏ AUT | منتخب النمسا لركوب الدراجات للسيدات 2022‏ AUT | منتخب النمسا لركوب الدراجات للسيدات 2022‏ AUT |
| -------------------------------------------- | -------------------------------------------- | -------------------------------------------- |
| م                                            | عداء                                         | مرتبة                                        |
| 33                                           | Christina Schweinberger ‏                     | لم يكمل السباق                               |

| فريق سويسرا لركوب الدراجات للسيدات 2022 ‏ SUI | فريق سويسرا لركوب الدراجات للسيدات 2022 ‏ SUI | فريق سويسرا لركوب الدراجات للسيدات 2022 ‏ SUI |
| -------------------------------------------- | -------------------------------------------- | -------------------------------------------- |
| م                                            | عداء                                         | مرتبة                                        |
| 34                                           | Elena Hartmann ‏                              | 26                                           |

| فريق أستراليا لركوب الدراجات للسيدات 2022‏ AUS | فريق أستراليا لركوب الدراجات للسيدات 2022‏ AUS | فريق أستراليا لركوب الدراجات للسيدات 2022‏ AUS |
| --------------------------------------------- | --------------------------------------------- | --------------------------------------------- |
| م                                             | عداء                                          | مرتبة                                         |
| 35                                            | غريس براون                                    | 2                                             |

| فريق الدنمارك لركوب الدراجات للسيدات 2022 ‏ DEN | فريق الدنمارك لركوب الدراجات للسيدات 2022 ‏ DEN | فريق الدنمارك لركوب الدراجات للسيدات 2022 ‏ DEN |
| ---------------------------------------------- | ---------------------------------------------- | ---------------------------------------------- |
| م                                              | عداء                                           | مرتبة                                          |
| 36                                             | Julie Norman Leth ‏                             | 15                                             |

| فريق إيطاليا لركوب الدراجات للسيدات 2022‏ ITA | فريق إيطاليا لركوب الدراجات للسيدات 2022‏ ITA | فريق إيطاليا لركوب الدراجات للسيدات 2022‏ ITA |
| -------------------------------------------- | -------------------------------------------- | -------------------------------------------- |
| م                                            | عداء                                         | مرتبة                                        |
| 37                                           | Arianna Fidanza ‏                             | 23                                           |

| فريق إسبانيا لركوب الدراجات للسيدات 2022 ‏ ESP | فريق إسبانيا لركوب الدراجات للسيدات 2022 ‏ ESP | فريق إسبانيا لركوب الدراجات للسيدات 2022 ‏ ESP |
| --------------------------------------------- | --------------------------------------------- | --------------------------------------------- |
| م                                             | عداء                                          | مرتبة                                         |
| 38                                            | Lourdes Oyarbide ‏                             | 32                                            |

| فريق كندا لركوب الدراجات للسيدات 2022‏ CAN | فريق كندا لركوب الدراجات للسيدات 2022‏ CAN | فريق كندا لركوب الدراجات للسيدات 2022‏ CAN |
| ----------------------------------------- | ----------------------------------------- | ----------------------------------------- |
| م                                         | عداء                                      | مرتبة                                     |
| 39                                        | أليسون جاكسون                             | 27                                        |

| فريق هولندا لركوب الدراجات للسيدات 2022 ‏ NED | فريق هولندا لركوب الدراجات للسيدات 2022 ‏ NED | فريق هولندا لركوب الدراجات للسيدات 2022 ‏ NED |
| -------------------------------------------- | -------------------------------------------- | -------------------------------------------- |
| م                                            | عداء                                         | مرتبة                                        |
| 40                                           | شيرين فان أنروي                              | 13                                           |

| فريق باكستان لسباق الدراجات للسيدات ‏ PAK | فريق باكستان لسباق الدراجات للسيدات ‏ PAK | فريق باكستان لسباق الدراجات للسيدات ‏ PAK |
| ---------------------------------------- | ---------------------------------------- | ---------------------------------------- |
| م                                        | عداء                                     | مرتبة                                    |
| 41                                       | Zainab Rizwan‏                            | 41                                       |

| فريق جنوب أفريقيا لركوب الدراجات للسيدات 2022‏ RSA | فريق جنوب أفريقيا لركوب الدراجات للسيدات 2022‏ RSA | فريق جنوب أفريقيا لركوب الدراجات للسيدات 2022‏ RSA |
| ------------------------------------------------- | ------------------------------------------------- | ------------------------------------------------- |
| م                                                 | عداء                                              | مرتبة                                             |
| 42                                                | Maude Le Roux‏                                     | 33                                                |

| فريق فرنسا لركوب الدراجات للسيدات 2022 ‏ FRA | فريق فرنسا لركوب الدراجات للسيدات 2022 ‏ FRA | فريق فرنسا لركوب الدراجات للسيدات 2022 ‏ FRA |
| ------------------------------------------- | ------------------------------------------- | ------------------------------------------- |
| م                                           | عداء                                        | مرتبة                                       |
| 44                                          | Marie Le Net ‏                               | 20                                          |

| فريق ألمانيا لركوب الدراجات للسيدات 2022‏ GER | فريق ألمانيا لركوب الدراجات للسيدات 2022‏ GER | فريق ألمانيا لركوب الدراجات للسيدات 2022‏ GER |
| -------------------------------------------- | -------------------------------------------- | -------------------------------------------- |
| م                                            | عداء                                         | مرتبة                                        |
| 45                                           | Ricarda Bauernfeind ‏                         | 18                                           |

## التصنيف العام النهائي
| التصنيف العام         | التصنيف العام      | التصنيف العام                                 | التصنيف العام | التصنيف العام |
| المتسابقة             | المتسابقة          | الفريق                                        | الوقت         |               |
| --------------------- | ------------------ | --------------------------------------------- | ------------- | ------------- |
| 1                     | Ellen van Dijk     | فريق هولندا لركوب الدراجات للسيدات ‏           | 44 د 28 ث     |               |
| 2                     | غريس براون         | فريق أستراليا لركوب الدراجات للسيدات ‏         | + 12 ث        |               |
| 3                     | مارلين رويسر       | فريق سويسرا لركوب الدراجات للسيدات ‏           | + 41 ث        |               |
| 4                     | Vittoria Guazzini ‏ | فريق إيطاليا لركوب الدراجات للسيدات ‏          | + 52 ث        |               |
| 5                     | ليا توماس          | فريق الولايات المتحدة لركوب الدراجات للسيدات ‏ | + 1 د 18 ث    |               |
| 6                     | كريستين فولكنر     | فريق الولايات المتحدة لركوب الدراجات للسيدات ‏ | + 1 د 25 ث    |               |
| 7                     | أنيميك فان فليوتن  | فريق هولندا لركوب الدراجات للسيدات ‏           | + 1 د 43 ث    |               |
| 8                     | جورجيا بيكر        | فريق أستراليا لركوب الدراجات للسيدات ‏         | + 1 د 46 ث    |               |
| 9                     | لوت كوبيكي         | فريق بلجيكا لركوب الدراجات للسيدات ‏           | + 1 د 50 ث    |               |
| 10                    | آنا كيزنهوفر       | منتخب النمسا لركوب الدراجات للسيدات ‏          | + 1 د 56 ث    |               |
|                       |                    |                                               |               |               |
| مصدر: ProCyclingStats |                    |                                               |               |               |

## وصلات خارجية
- الموقع الرسمي
- لمحة عن سباق سباق الزمن للسيدات في بطولة العالم لسباق الدراجات على الطريق 2022 على موقع  ProCyclingStats   (برو  سايكلنج  ستاتس) - إحصاءات  محترفي  الدراجات.
- سباق الزمن للسيدات في بطولة العالم لسباق الدراجات على الطريق 2022 على موقع إحصائيات الدراجات الإحترافية (الإنجليزية)